# Escuela de Tauromaquia de Sevilla
La Escuela de Tauromaquia de Sevilla fue la primera institución oficial creada en España para la iniciación y la formación de jóvenes toreros. Fue fundada mediante Real Decreto el 28 de mayo de 1830 durante el reinado de Fernando VII de España, tras recibir el Conde de Estrella una carta firmada el 11 de abril del mismo año por Luis López Ballesteros, ministro de Hacienda, por orden del Rey, para informarse de esa posibilidad.
Fue nombrado maestro de la escuela el diestro Jerónimo José Cándido y como segundo maestro al también torero Antonio Ruiz ''El Sombrerero''. Al conocer esta decisión y a petición propia, fue nombrado primer maestro de la escuela el mítico diestro Pedro Romero, que por entonces contaba ya 76 años de edad.
La escuela se financió mediante una gabela que debían aportar las capitales de provincia y ciudades donde hubiese maestranza de caballería, lo que provocó no pocas quejas y probablemente condicionó su efímera vida, ya que se suprimió en 1834 (ya muerto Fernando VII y gobernando la regente María Cristina) destinándose sus fondos a enseñanza primaria y beneficencia.
La escuela contó entre sus discípulos a algunas futuras grandes figuras como Francisco Montes "Paquiro", Francisco Arjona "Cúchares", Juan Pastor "el Barbero", Juan Yust, Antonio Mariscal y Manuel Domínguez "Desperdicios".